# Demre
Demre (antigament Kale o Mira) és un poble turistic al sur de Turquia, i un districte de la província d'Antalya.

## Història
Mira o Myra (Μύρα, Μύρων) fou una de les principals ciutats de Lícia a la riba de l'Andracos, no gaire llunyà a la costa, amb la vila d'Andriaca com a port.
A Andriaca fou on va desembarcar Sant Pau.
Teodosi el gran va convertir Mira en la capital de Lícia. La ciutat va conservar el nom fins a l'època moderna però els turcs l'anomenen Demre (Antalya) nom que lògicament va esdevenir oficial. Té nombroses restes antigues, entre elles un teatre que és un dels més grans conservats de l'Àsia, tombes a les roques i altres.